# Александр Винтер (диджей)
Александр Винтер (норв. Aleksander Vinter), также известный под псевдонимами Vinter in Hollywood, Savant, Blanco и многими другими — норвежский музыкант, диджей и продюсер. Его псевдоним Savant происходит от редкого синдрома с таким же названием, который, по словам Александра, дал ему потрясающие музыкальные способности, что позволило ему производить песни на невероятно высокой скорости. Создает треки в секвенсоре FL Studio.

## Биография и карьера
С детства Александр Винтер поёт, а также освоил множество музыкальных инструментов, в том числе гитару, фортепиано, синтезатор, флейту и бас-гитару. Профессионально начал заниматься музыкой в 2003 году, сотворив совместно с Gunslinger Jones музыкальную гот-группу No Funeral впоследствии, в которую были приглашены ещё 2 музыканта для игры на инструментах. В 2006 году был выпущен первый альбом «Engler er Norske». В 2007 группа планировала выпустить новый альбом, но ничего не вышло и она окончательно распалась в 2008. В 2007 же году Alexander Vinter стал писать музыку сперва под своим именем, писал музыку для компьютерных игр, также увлекся аниме. Чуть позже появились другие псевдонимы и музыкальные жанры, в которых работал Винтер.
Музыкальный альбом «Outbreak» группы Vinter in Hollywood был выпущен в мае 2009 и номинирован на ведущую национальную музыкальную премию Spellemannprisen и в 2009 году на Norwegian Grammy Awards в номинации «электронная музыка». В августе 2010 года Winter выпустила  сингл Ride Like the Wind . В  контексте сингла также было сделано анимационное музыкальное видео сделанное совместно Оскаром Йохансоном .
В 2011 году Винтер подписал контракт с SectionZ Records и выпустил альбом Mamachine (под псевдонимом Vinter in Vegas) и альбом Ninur под псевдонимом Savant.
В 2012 году Александр выпустил ещё четыре альбома. В 2013 вышел альбом Cult. В 2014 вышел альбом Protos. В 2015 вышел альбом Invasion.

## Дискография

### Альбомы
- Outbreak (2009) (Vinter in Hollywood)
- Mamachine (2010) (Vinter in Vegas)
- Masks (2010) (Vinter in Hollywood)
- Nintendo Atmospheres (2010) (Aleksander Vinter)
- Beats Vol. 1 (2010) (Datakrash)
- Beats Vol. 2 (2010) (Datakrash)
- Ninür (2011) (Savant)
- Vario (2012) (Savant)
- Overworld (2012) (Savant)
- ISM (2012) (Savant)
- Alchemist (2012) (Savant)
- Heart EP (2013) (Savant)
- Overkill (2013) (Savant)
- Cult (2013) (Savant)
- Orakel (2013) (Savant)
- πρῶτος (Protos) (2014) (Savant)
- Zion (2014) (Savant)
- Invasion (2015) (Savant)
- Vybz (2016) (Savant)
- Outcasts (2016) (Savant)
- The Black Room (2017) (Savant)
- Jester (2017) (Savant)
- Savage (2017) (Datakrash)
- Highlander (2018) (Aleksander Vinter)
- Calypso (2018) (Blanco)
- Slasher (2018) (Savant)
- Mortals (2019) (Savant)
- Void (2020) (Savant)
- INSERT COIN (2020) (Savant)
- VOID (DLC) (2021) (Savant)
- Krang (2022) (Savant)
- Alchemist 2 (2022) (Savant)
- HEX I (2024) (Savant)
- HEX II (2024) (Savant)